# Giuseppe Betussi

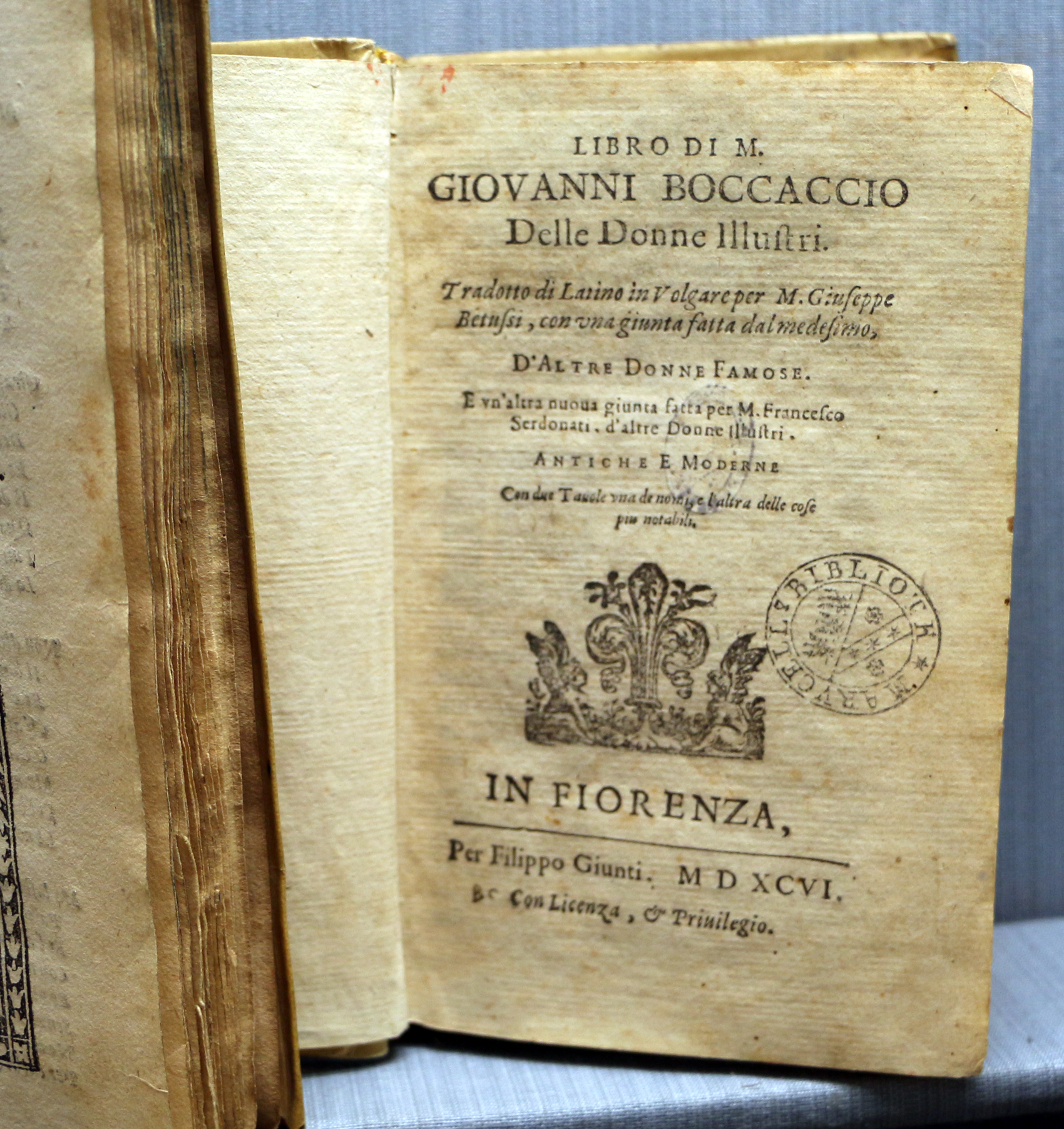
De mulieribus claris di Boccaccio, tradotto da Giuseppe Betussi in italiano e pubblicato nel 1596

Giuseppe Betussi (Bassano del Grappa, 1512 circa – Venezia, 1573 circa) è stato un umanista, letterato e poligrafo italiano.

## Biografia
Lavorò al servizio di numerosi editori. Compose Il Raverta (1544), un dialogo sull'amore, e La Leonora, un dialogo sulla bellezza. 
È ricordato soprattutto per aver tradotto in lingua italiana le opere latine del Boccaccio. 

## Opere
- Giuseppe Betussi, Il Raverta, dialogo di messer Giuseppe Betussi, nel quale si ragiona d'amore, et de gli effetti suoi. Vinegia, appresso Gabriel Giolito de Ferrari, 1545
- Giuseppe Betussi, Ragionamento...sopra il Cathaio, luogo dello ill. s. Pio Enea Obizzi. In Padoua: per Lorenzo Pasquati, 1573
- Giuseppe Betussi, La Leonora ragionamento sopra la uera bellezza di M. Giuseppe Betussi, In Lucca: appresso Vincenzo Busdrago, 1557
- Lettere inedite di San Tommaso da Villanova e di Giuseppe Betussi con cenni biografici e note del Conte Tommaso Piccolomini Adami, Orvieto: tip. Marsili, 1885
- Quattro novelle di M. Alessandro Ceccherelli e due di M. Giuseppe Betussi con molta diligenza Lucca: Tip. di A. Fontana, 1854
- Giuseppe Betussi, L' Alessi con due canzoni et altre In Pauia: appresso di Francesco Moscheni, 1553
- Giuseppe Betussi, Le imagini del tempio della signora donna Giouanna Aragona, In Venetia: per Giouanni de' Rossi, 1557
- Giuseppe Betussi, Dialogo amoroso di messer Giuseppe In Venetia: Al segno del pozzo, 1543

### Traduzioni dal latino
- I casi de gli huomini illustri. Opera di m. Giouan Boccaccio partita in noue libri ne quali si trattano molti accidenti di diuersi prencipi; incominciando dalla creatione dil mondo fino al tempo suo, ... tradotti, & ampliati per m. Giuseppe Betussi da Bassano con la tauola di tutte le sentenze, ... In Vinegia: al segno del Pozzo, 1551 (In Vinegia: per Pietro & Giouan Maria fratelli de i Nicolini da Sabbio, 1551 a tredici d'agosto)
- Libro di M. Giouanni Boccaccio delle donne illustri. Tradotto di latino in volgare per M. Giuseppe Betussi, con vna giunta fatta dal medesimo, d'altre donne famose. E vn'altra nuoua giunta fatta per M. Francesco Serdonati. d'altre donne illustri. Antiche e moderne. Con due tauole vna de nomi, e l'altra delle cose più, In Fiorenza: per Filippo Giunti, 1596
- Della geneologia de gli dei di m. Giouanni Boccaccio Libri quindeci. Ne' quali si tratta dell'origine et discendenza di tutti gli dei de'gentili. Con la spositione de'sensi allegorici delle fauole ... tradotta già per m. Gioseppe Betussi... aggiuntaui la vita di m. Giouanni Boccaccio, con le tauole de'capitoli, & di tutte le cose degne di memoria, In Venetia: appresso Marc'Antonio Zaltieri, 1588
- Della geneologia de gli dei di m. Giovanni Boccaccio libri quindeci: ne' quali si tratta dell'origine, & discendenza di tutti gli dei de' Gentili. Con la spositione, & sensi allegorici delle fauole ... Tradotti et adornati per m. Gioseppe Betussi da Bassano, In Venetia: appresso Francesco Lorenzini da Turino, 1564
- Publius Vergilius Maro, Il settimo di Vergilio fedelmente dal vero senso in versi sciolti tradotto per M. Giuseppe In Vinegia: al segno di san Bernardino (In Vinegia: per Comin da Trino di Monferrato, 1546)